# Florestano de Larderel
Floriano Francesco Pio Cerbone Lorenzo Maria Giovanni Battista de Larderel, detto Florestano Francesco Floriano, II conte di Montecerboli (Livorno, 6 aprile 1848 – Livorno, 25 gennaio 1925) è stato un nobile, imprenditore e politico italiano.

## Biografia
Erede di una dinastia imprenditoriale di origine francese, che dal 1818 aveva iniziato lo sfruttamento dei lagoni boraciferi di Montecerboli con l’insediamento del primo stabilimento: il fondatore dell’impresa François Jacques (de) Larderel ne aveva sostenuto gli importanti sviluppi nei decenni successivi al 1820 e aveva ottenuto dal granduca di Toscana Leopoldo II il titolo nobiliare di conte; al suo nome è legata anche la proprietà del sontuoso palazzo de Larderel nel centro di Livorno; infine, il villaggio cresciuto attorno all’impianto produttivo aveva acquisito la denominazione di Larderello. Il figlio, conte Federico Francesco de Larderel, aveva diretto l’impresa dal 1858, incrementando la produzione di acido borico e iniziando lo sfruttamento della forza naturale dei soffioni come energia motrice.
Esponente della terza generazione, Florestano de Larderel si laurea in Scienze naturali all’Università di Pisa nel dicembre 1869; il giovane conte è presto impegnato alla guida dell’azienda di famiglia dalla morte del padre, avvenuta nel 1876. Fin dall’inizio della sua gestione, privo di un’autentica vocazione imprenditoriale, deve affrontare una serie di crescenti difficoltà. La scoperta di grandi giacimenti di borace nella californiana Death Valley rappresenta un duro colpo per la produzione toscana che, praticamente fin dal suo esordio, aveva goduto di una condizione monopolistica per quanto concerneva l’acido borico. Per contrastare la congiuntura negativa, nel 1884 Laderel sviluppa una raffineria per l’acido borico e qualche anno più tardi, in un settore chimico nazionale caratterizzato da una pesante arretratezza, inizia la commercializzazione dell’acido borico raffinato e del solfato ammonico per uso agricolo.
Gli sforzi messi in atto rischiano però di essere vanificati dal crollo dei prezzi verificatosi sul mercato internazionale: nel corso degli anni Ottanta del XIX secolo il prezzo del borace infatti passa da 3.000 a 700 lire la tonnellata, con una tendenza destinata ad accentuarsi nel decennio successivo. Le vendite dell’impresa diminuiscono sensibilmente e una parte crescente dei prodotti si accumula nei magazzini. 
Alle difficoltà generate dal mercato si sommano anche i costi della forza lavoro, fino ad allora gestita secondo i canoni propri del “paternalismo toscano”, dietro il quale era possibile cogliere il trasferimento nella nuova realtà industriale dell’etica sociale e societaria propria del patto mezzadrile, la forma di conduzione prevalente nelle campagne. A Larderello, come in altre realtà di company town della regione, l’imprenditore aveva assunto sin dall’inizio il ruolo di nume tutelare della comunità, alla quale aveva assicurato i servizi primari, quali l’abitazione, l’istruzione elementare maschile e femminile, l’assistenza sanitaria: era un sistema sociale, accuratamente disciplinato da precise norme comportamentali, destinato a fornire una risposta in termini di profilassi sociale alle profonde trasformazioni operate dal processo di industrializzazione.
Tra i motivi di preoccupazione sorti nell’ultimo decennio dell’Ottocento, vi è certamente per Larderel quello di assicurare la successione nell’impresa, in un contesto nel quale ancora non si concepiscono forme di conduzione estranee alla proprietà, affidata saldamente al controllo familiare. La questione diventa urgente a seguito dell’assassinio del chimico francese F. Reynaud, direttore tecnico della società, avvenuto nel 1899. Larderel decide allora di coinvolgere nell’azienda Piero Ginori Conti, il giovane aristocratico fiorentino che, nell’ottobre 1894, aveva sposato la sua figlia maggiore, Adriana.
Ginori Conti, del tutto sprovvisto di formazione tecnico-scientifica, inizia allora un lungo apprendistato. Nel 1904, per decisione del suocero, è nominato direttore generale della società: dà quindi vita a uno stretto collegamento con il mondo della ricerca scientifica, convinto che l’empirismo – che per decenni ha sorretto le lavorazioni nell’area dei soffioni boraciferi – non sia più sufficiente per fronteggiare le nuove sfide generate dal tramonto di una condizione monopolistica. Nomina, perciò, consulente scientifico della società Raffaello Nasini, uno dei più eminenti scienziati italiani del periodo, titolare della cattedra di chimica all’Università di Pisa.
Le tappe del rilancio della società De Larderel, che nel 1904 dispone di sette impianti e può contare su 339 addetti, tra operai e impiegati, passano dapprima attraverso un profondo rinnovamento delle lavorazioni chimiche e, successivamente, all’uso termodinamico del vapore, che conduce, nel 1913, alla prima esperienza mondiale di utilizzazione della forza geotermica per la produzione di energia elettrica.
Di questi sviluppi, Larderel fu in sostanza il garante. Nel 1912 matura la decisione di mettere in liquidazione la vecchia azienda de Larderel per dare vita a una nuova società anonima, che assume la denominazione di Boracifera di Larderello, consentendo tra l’altro la riunificazione, mediante la fusione con le altre due imprese operanti nella zona, dell’area dei soffioni sotto un’unica azienda.
In quest’ultima società, Larderel non assume alcuna carica formale, riservandosi però, in ossequio alla tradizione familiare, il pieno controllo, dato che con le figlie Adriana e Federica risulta in possesso del 61,1 per cento delle azioni emesse. Al vertice societario è posto il genero Ginori Conti, che riunisce nella sua persona le cariche di presidente e di amministratore delegato.
Le responsabilità politiche di cui Larderel si era fatto carico per molti anni, nel consiglio comunale e nella Deputazione provinciale di Livorno, seguivano il solco della tradizione di famiglia, perché il padre Francesco Federico era stato sindaco della città labronica. Il 21 novembre 1901 Larderel è nominato senatore del Regno. A fare scattare la designazione, in base all’art. 33 dello Statuto, è il suo inserimento nella XXI categoria (pagamento di imposte dirette in misura superiore a 3.000 lire per almeno tre anni). Nel luglio 1902 giunge anche la nomina a cavaliere del lavoro. 
Una testimonianza del suo mecenatismo è l’aiuto dato al giovane Pietro Mascagni che, in segno di gratitudine, gli dedica, nel 1890, lo spartito della Cavalleria rusticana. 
Larderel muore a Livorno all’inizio del 1925.

## Archivio
Parte della documentazione prodotta da Florestano de Larderel nel corso della propria attività imprenditoriale è conservata presso l'Archivio Storico Enel a Napoli, nel fondo Larderello (estremi cronologici: 1818-1962).